# Édouard Moreau de Beauvière
Pour les articles homonymes, voir Moreau.
Édouard Moreau de Beauvière (Paris, 16 juin 1838 - Paris, 25 mai 1871) est un journaliste, dramaturge et homme politique français.
Il fut une personnalité de la Commune de Paris.

## Biographie
Fils de Pierre Moreau, un garde du commerce et d'Alexandrine de Beauvière, il est né dans l'ancien 5e arrondissement de Paris.
Collaborateur de journaux littéraires, il est le co-auteur d'un roman libertin, À bas Rigolboche ! en 1860. Il fait représenter le 26 mars 1867 à l'inauguration du théâtre Rossini, à Passy, une comédie en un acte, Sur la pointe d'une aiguille.
Le 2 novembre 1867, il fait partie des manifestants républicains arrêtés lors de la commémoration de la mort du député Alphonse Baudin, au cimetière de Montmartre. En 1868, il part à Londres pour diriger une usine de fleurs artificielles.
À l'annonce de la guerre franco-allemande de 1870, il revient à Paris et s'enrôle dans le 183e bataillon de la Garde nationale. Il participe à la seconde bataille de Buzenval. Brillant orateur, il est élu, le 15 mars 1871, délégué au Comité central de la Garde nationale. Au soir du soulèvement du 18 mars 1871, il convainc ses collègues d'organiser l'élection de la Commune, pour tenter de légaliser la situation. Il est promu délégué à l'Imprimerie nationale et au Journal officiel de la République française.
Le 8 mai 1871, il est nommé par Charles Delescluze, commissaire civil auprès du délégué à la guerre. Il participe aux combats de la Semaine sanglante. Arrêté par les troupes versaillaises à son domicile du 10 rue de Rivoli, le 25 mai, jugé par la cour martiale du Châtelet, il est fusillé à la caserne Lobau.

## Œuvres
- A bas Rigolboche, sans portrait, ni vignette, avec Stanislas de Charnal, 1860
- Le cousin du pays de Caux, comédie un acte, avec de Charnal, 1864

### Sources
- Édouard Moreau, l'âme du Comité central de la Commune, Marcel Cerf, Denoël, 1971
- Dictionnaire de la Commune, Bernard Noël, Flammarion, 1978